# 98-я пехотная дивизия (вермахт)
98-я судетская пехотная дивизия — тактическое соединение сухопутных войск вооружённых сил нацистской Германии периода Второй мировой войны.

## Формирование и боевой путь
98-я пехотная дивизия сформирована 18 сентября 1939 в Графенвёре. В июне 1940 года — действует на Западе, в августе 1940 года была расформирована (оставлен лишь костяк). В марте 1941 года дивизия восстановлена на Западе.
С июля 1941 года действует на Восточном фронте. В сентябре 1941 года действовала в районе Киева. За 11 дней боёв потеряла 2400 человек.
После боёв под Детчино к востоку от Нары полки из-за потерь пришлось объединить.
В марте 1943-го отступала от западного берега Угры, преследуемая частями 160-й стрелковой дивизии
В ноябре 1943 года оборонялась на Эльтигене.
Разгромлена в Крыму в мае 1944 года. Вновь сформирована 5 июня того же года.
В июне — июле 1944 года действовала в Югославии, с августа 1944 года — в Италии.

## Командиры
- генерал-лейтенант Эрих Шрок (1 сентября 1939 — 11 апреля 1940)
- генерал-лейтенант Герберт Штиммель (11 апреля 1940 — 10 июня 1940)
- генерал-лейтенант Эрих Шрок (10 июня 1940 — 31 декабря 1941)
- генерал пехоты Мартин Гарайс (31 декабря 1941 — 1 февраля 1944)
- генерал-лейтенант Альфред Герман Райнхардт (1 февраля 1944 — 11 апреля 1945)
- генерал-майор Отто Шиль (11 апреля 1945 — 8 мая 1945)